# Drapelul Braziliei

Steagul național și stema Braziliei. Proporțiile steagului sunt 7:10

Navy Jack

Drapelul Braziliei este de formă dreptunghiulară cu un fond de culoare verde, pe care se găsește centrat un romb mare de culoare galbenă. În interiorul rombului se găsește un cerc de culoare indigo, pe care se găsesc presărate douăzeci și șapte de stele albe având cinci dimensiuni diferite. Toate stelele, reprezentând cele 26 de state federale ale Braziliei, cu excepția uneia, care semnifică districtul federal al capitalei țării, Brasilia, se găsesc sub o bandă albă curbată concav pe care se găsește scris cu verde motto-ul "Ordine și progres" (în limba portugheză Ordem e Progresso).
Acest steag este uneori denumit, voit cu afecțiune, Auriverde, ceea ce înseamnă "auriu-verde" sau "[de] auriu [și] verde".
Acest steag, care reprezintă etapa modernă a istoriei Braziliei, a fost adoptat la 19 noiembrie 1889. Conceptul acestuia a fost munca lui Raimundo Teixeira Mendes, având colaboratori pe Miguel Lemos și Manuel Pereira Reis. Designul efectiv al steagului aparține lui Décio Vilares.
Actualul steag național, care este reprezentat aici, având distribuția de 26 + 1 = 27 de stele, reprezintă designul originar cu foarte mici modificări, fiind adoptat la 12 mai 1992 conform Legii 8.421 in 11 mai 1992.

## Alte steaguri ale Braziliei
În galeria de steaguri ce urmează, se pot identifica alte steaguri care au fost folosite în Brazilia de la fondarea republicii federative a Braziliei.

Christ's Order Flag (1332 - 1651)
Royal Flag (1500 - 1521)
Dom João III Flag (1521 - 1616)
Spanish Flag (1616 - 1640)
Restoration Flag (1640 - 1683)
Prince Flag (1645 - 1816)
Dom Pedro II Flag (Portugal 1683 - 1706)
Dom John V Flag (1707 - 1750)
Royal Flag, XVIII century (1700 - 1800)
United Kingdom of Portugal, Brazil and Algarve (1816 - 1821)
Flag of the Kingdom of Brazil, in the United Kingdom (1816 - 1821)
Flag of the independent Brazilian Kingdom (September - December 1822)
Imperial Flag (1822 - 1889)
First Republican Flag (November 15 - 19, 1889)